# 19 (filme)
19 (dezenove) é um filme juvenil japonês lançado em 14 de julho de 2001. Seu tempo de exibição é de 82 minutos. O diretor é Kazushi Watanabe, que fez sua estreia e recebeu o Prêmio Especial de Novo Diretor no Festival de Cinema de Sarajevo.

## História
Um filme juvenil sobre uma estranha jornada entre um estudante universitário de 19 anos e homens que continuam a viajar em um carro roubado sem nenhum propósito.